# Ganzpflanzensilage
Ganzpflanzensilage (GPS) ist ein durch Gärung (Silieren) konserviertes Grünfuttermittel oder dient als Ausgangsstoff (Substrat) zur Gewinnung von Biogas. Hierbei wird die gesamte oberirdische Biomasse der Pflanze geerntet. Der Begriff wird vor allem in Bezug auf Silagen aus Getreidearten und großsamigen Leguminosen angewandt.

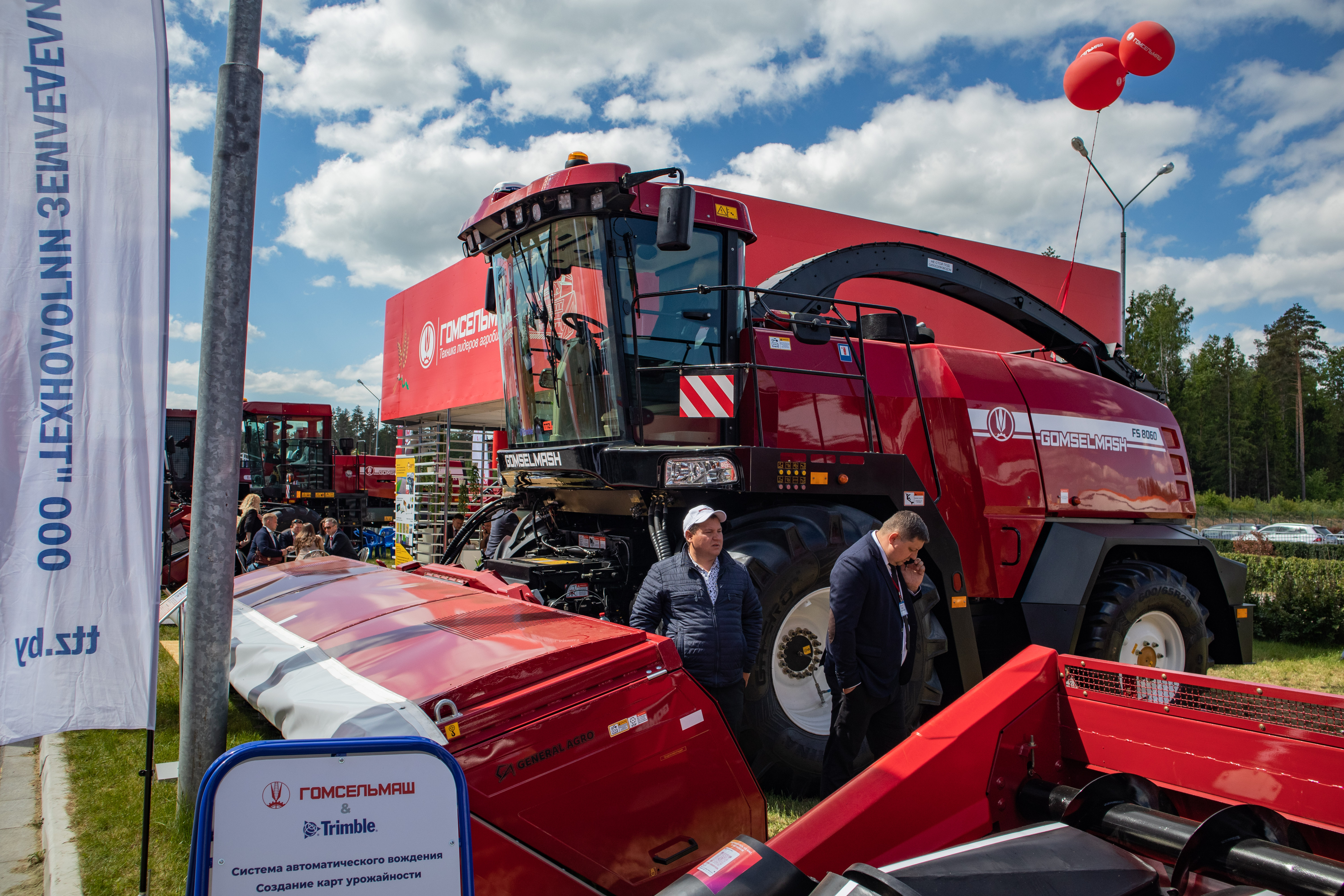
Häcksler mit GPS Erntevorsatz

## Beispiele und Abgrenzung
In der Regel werden als Ganzpflanzensilage Gärfuttermittel aus Getreidepflanzen und großsamigen Leguminosen bezeichnet, nicht jedoch Gras- und Kleesilagen, obwohl diese von der Definition „Silage aus den gesamten oberirdischen Teilen einer Pflanze“ mit erfasst werden. Beispiele für Ganzpflanzensilagen sind Roggen-GPS, Gerste-GPS oder GPS aus Artenmischungen wie Hafer-Gerste-Erbsen-GPS. Bei Maissilagen wird der Begriff Ganzpflanzensilage verwendet, wenn der Unterschied zu einer Silage aus Teilen der Maispflanze (Lieschkolben, Corn-Cob-Mix) betont werden soll.

## Erzeugung
Die Pflanzen werden zu Beginn der Teigreife geerntet, bei Trockenmassegehalten von 35 bis 40 Prozent. Sie werden in der Regel bereits bei der Ernte mit dem Feldhäcksler zerkleinert. Das Erntegut wird unter Luftabschluss in Silos gelagert. Die natürlicherweise stattfindende milchsaure Gärung konserviert die Pflanzenteile. Wegen der vergleichsweise niedrigen Nitratgehalte im Siliergut kann daneben die für die Konservierung nachteilige Buttersäuregärung auftreten, so dass bei der GPS-Bereitung häufig Siliermittel eingesetzt werden.
| Material                            | Biogasertrag in m3 pro Tonne Frischmasse | Methan- gehalt |
| ----------------------------------- | ---------------------------------------- | -------------- |
| Maissilage                          | 202                                      | 52 %           |
| Grassilage                          | 172                                      | 54 %           |
| Roggen-GPS                          | 163                                      | 52 %           |
| Zuckerrüben- Pressschnitzel siliert | 125                                      | 52 %           |
| Futterrübe                          | 111                                      | 51 %           |
| Bioabfall                           | 100                                      | 61 %           |
| Hühnermist                          | 80                                       | 60 %           |
| Schweinemist                        | 60                                       | 60 %           |
| Rindermist                          | 45                                       | 60 %           |
| Getreideschlempe                    | 40                                       | 61 %           |
| Schweinegülle                       | 28                                       | 65 %           |
| Rindergülle                         | 25                                       | 60 %           |

## Nutzung
GPS kommt als Grundfutter für Wiederkäuer wie zum Beispiel Rinder zum Einsatz. Vereinzelt ergänzt es auch die Futterrationen anderer Nutztierarten (zum Beispiel Zuchtsauen). Daneben wird Ganzpflanzensilage als Substrat in Biogasanlagen eingesetzt. Gegenüber Maissilage, dem am meisten verwendeten Biogassubstrat, erreicht Ganzpflanzensilage im Durchschnitt geringere Biogasausbeuten pro Hektar Anbaufläche, ermöglicht jedoch eine Risikostreuung im Anbau und die Ausweitung von Fruchtfolgen im Substratanbau. Standortabhängig kann Ganzpflanzensilage die Methanerträge von Mais durchaus erreichen oder gar übertreffen. Als Gärsubstrat nutzt Getreide-Ganzpflanzensilagen knapp die Hälfte der Biogasanlagen in Deutschland, jedoch meist nur zu geringen Anteilen: An der Masse der eingesetzten Nachwachsenden Rohstoffe beträgt der Anteil der GPS-Silagen aus Getreide lediglich acht Prozent.